# Charlottisme

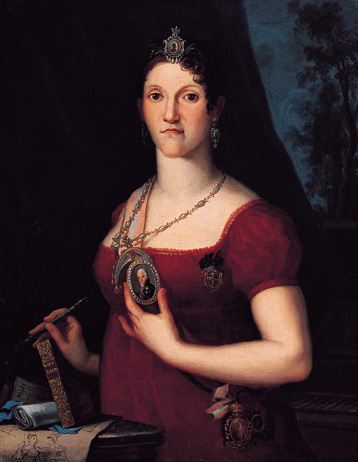
Charlotte Joachime de Bourbon.

Le charlottisme (en espagnol et en portugais carlotismo) désigne, dans l’historiographie latino-américaine, le projet de transformer la Vice-royauté du Río de la Plata en un royaume indépendant, organisé politiquement sous la forme d’une monarchie constitutionnelle, qui aurait eu à sa tête l’infante Charlotte-Joachime de Bourbon, sœur aînée du roi Ferdinand VII d’Espagne et épouse de Jean VI du Portugal.
En 1808, sur un arrière-plan de vide politique dans la métropole espagnole, consécutif à l’invasion du pays par les troupes napoléoniennes, l’infante Charlotte-Joachime d'Espagne, fille aînée du roi déchu Charles IV, profita de son statut d'aînée des descendants du souverain pour revendiquer le trône et proposer sa régence sur les colonies espagnoles d'Amérique. Depuis Rio de Janeiro, où elle s’était réfugiée en compagnie de son époux Jean de Portugal, régent et futur roi du Portugal, elle s’attacha, pour donner corps à ses prétentions, à mettre sur pied un parti politique et à constituer un réseau de correspondants et de partisans. Par ses manifestes et ses lettres, elle réussit à recruter, essentiellement dans le Río de la Plata, des soutiens plus ou moins sincères ou opportunistes, de la part de personnalités politiques, dont quelques-unes très en vue, telles que Manuel Belgrano et Cornelio Saavedra, qui crurent que l’infante pourrait incarner leurs aspirations à l’autonomie vis-à-vis de l’Espagne. Le dessein de l’infante peina cependant à prendre corps et, pour différentes raisons, finit par échouer : il fut en effet vigoureusement repoussé par les autorités officielles en place, car entaché du soupçon de servir les visées expansionnistes du Portugal dans la région. Le charlottisme était considéré par la Grande-Bretagne comme contraire à ses intérêts économiques et stratégiques, et surtout buta sur l’incompatibilité idéologique entre les positions de l’infante, absolutiste intransigeante, et celles de son groupe de partisans à Buenos Aires, qui avaient en vue l’instauration d’une monarchie constitutionnelle. La révolution de Mai de 1810, prémices de l’indépendance du Río de la Plata, acheva d’ôter toute pertinence politique et toute actualité au projet charlottiste. Au cours de la décennie suivante, le nom de l’infante ne fut plus évoqué que sporadiquement.

## Antécédents

### Rivalité entre l’Espagne et le Portugal dans le Río de la Plata
Par le traité de Tordesillas avait été fixée une ligne de démarcation qui, courant de pôle à pôle, assignait à la couronne du Portugal une partie de l’Amérique du Sud. Cette partie, le Brésil, n’avait pas de frontière définie avec les zones octroyées au sud à l’Espagne, ce qui ne manqua pas de provoquer bientôt des contentieux territoriaux. Dans la zone du Río de la Plata, ces conflits de bornage menaçaient de prendre une tournure très grave, en particulier à la suite de la fondation par le Portugal, en 1680, de Colonia del Sacramento. Depuis lors, le Portugal s’efforçait sans cesse d’augmenter son domaine sur le rivage nord du Río de la Plata, voire de mettre sous sa tutelle la bande Orientale (grosso modo l’actuel Uruguay) tout entière. Ainsi le Portugal faisait-il figure, dans cette partie du monde, de rival séculaire de l’Espagne, et était perçu comme tel par la population espagnole de la région.
De fait, la fondation de la Vice-royauté du Río de la Plata, en 1776, s’explique essentiellement par la nécessité de freiner les ambitions du Portugal dans cette partie du monde. La capitale de la nouvelle vice-royauté, Buenos Aires, fut dûment dotée d’abondantes forces militaires. Quand même ces forces tendaient, avec le temps, à s’amenuiser, la ville continua d’être le siège d’une puissance militaire considérable. Dans la bande Orientale, la ville de Montevideo fut fortifiée et pourvue elle aussi d’une importante garnison.
Dans la première décennie du XIXe siècle – au moins jusqu’aux expéditions anglaises, dont la première eut lieu en 1806 – le Brésil était donc le principal rival et potentiel ennemi de la Vice-royauté du Río de la Plata.
D’autre part, depuis l’indépendance du Portugal d’avec l’Espagne, obtenue en 1640, l’allié permanent et quasi unique du Portugal était le Royaume-Uni.

### La cour du Portugal au Brésil

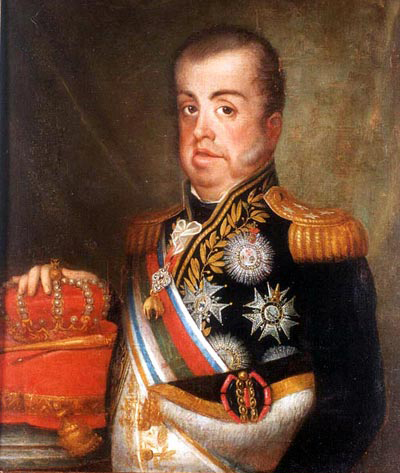
Jean VI de Portugal, portrait par Jean-Baptiste Debret.

L’Espagne était depuis 1796 alliée à la France révolutionnaire. Cette politique, qui devait se prolonger sous l’empereur Bonaparte, conduisit à une nouvelle guerre entre le Portugal et l’Espagne, guerre dite des Oranges. Quoique l’Espagne sortit victorieuse du conflit, le Brésil annexa en 1801 les Missions Orientales, sans que les forces armées de Buenos Aires pussent entreprendre quoi que ce soit pour l’empêcher ou récupérer le territoire.
À partir de 1807, l’empereur Napoléon, battu à Trafalgar, décida d’établir contre la Grande-Bretagne le blocus continental, c’est-à-dire d’interdire tous les ports aux navires anglais, afin de s’assurer que ceux-ci ne pussent faire aucun commerce avec l’Europe continentale.

Le prince régent du Portugal, le futur roi Jean VI, mais d’ores et déjà aux affaires – la reine, sa mère, souffrant en effet de maladie mentale – reçut ainsi, le 12 août 1807, un ultimatum, signifié conjointement par la France et par l’Espagne, portant qu’avant vingt jours il eût à avoir déclaré la guerre à la Grande-Bretagne et fermé tous les ports aux vaisseaux de ce pays, en plus d’avoir expulsé l’ambassadeur et mis en détention tous les sujets britanniques présents sur le territoire portugais. Pressé par l’urgence de la menace, Jean fit part à l’ambassadeur de Grande-Bretagne, Lord Strangford, de son intention de simuler, comme moyen dilatoire, un état de guerre avec ce pays.
Cependant, le ministre des affaires étrangères britannique, George Canning, proposa pour sa part un autre plan : le déplacement vers le Brésil de toute la famille royale et de la cour du Portugal dans son ensemble. Le 22 octobre, Canning et l’ambassadeur portugais Rodrigo de Sousa Coutinho signèrent un traité par lequel il fut convenu :
1- Le transfert de toute la flotte portugaise – de guerre et marchande – à la Grande-Bretagne ;
2- Le déplacement de la reine, du prince héritier, de sa famille et de toute la cour royale vers le Brésil, sous escorte anglaise ;
3- Un nouveau traité commercial, autorisant la Grande-Bretagne de pénétrer le marché brésilien ;
4- L’occupation britannique de l’île de Madère.
Aussitôt, des troupes françaises, sous le commandement du général Junot, traversèrent l’Espagne vers la fin novembre, puis envahirent le Portugal, faisant directement mouvement vers Lisbonne dans le but de destituer la reine et le prince-régent. Pressé par Strangford, le roi résolut donc d’effectuer le transfert de la cour portugaise au Brésil et donna l’ordre de s’embarquer à toute la cour royale ainsi qu’aux fonctionnaires royaux se trouvant à Lisbonne. Les derniers navires transportant la cour vers le Brésil étaient encore visibles au large au moment où l’armée d’invasion investit la capitale portugaise. Au total, quelque 15 000 personnes furent embarquées dans 36 vaisseaux, qui accostèrent à Rio de Janeiro vers la fin de cette même année 1807.

### L’Espagne aux mains de Napoléon

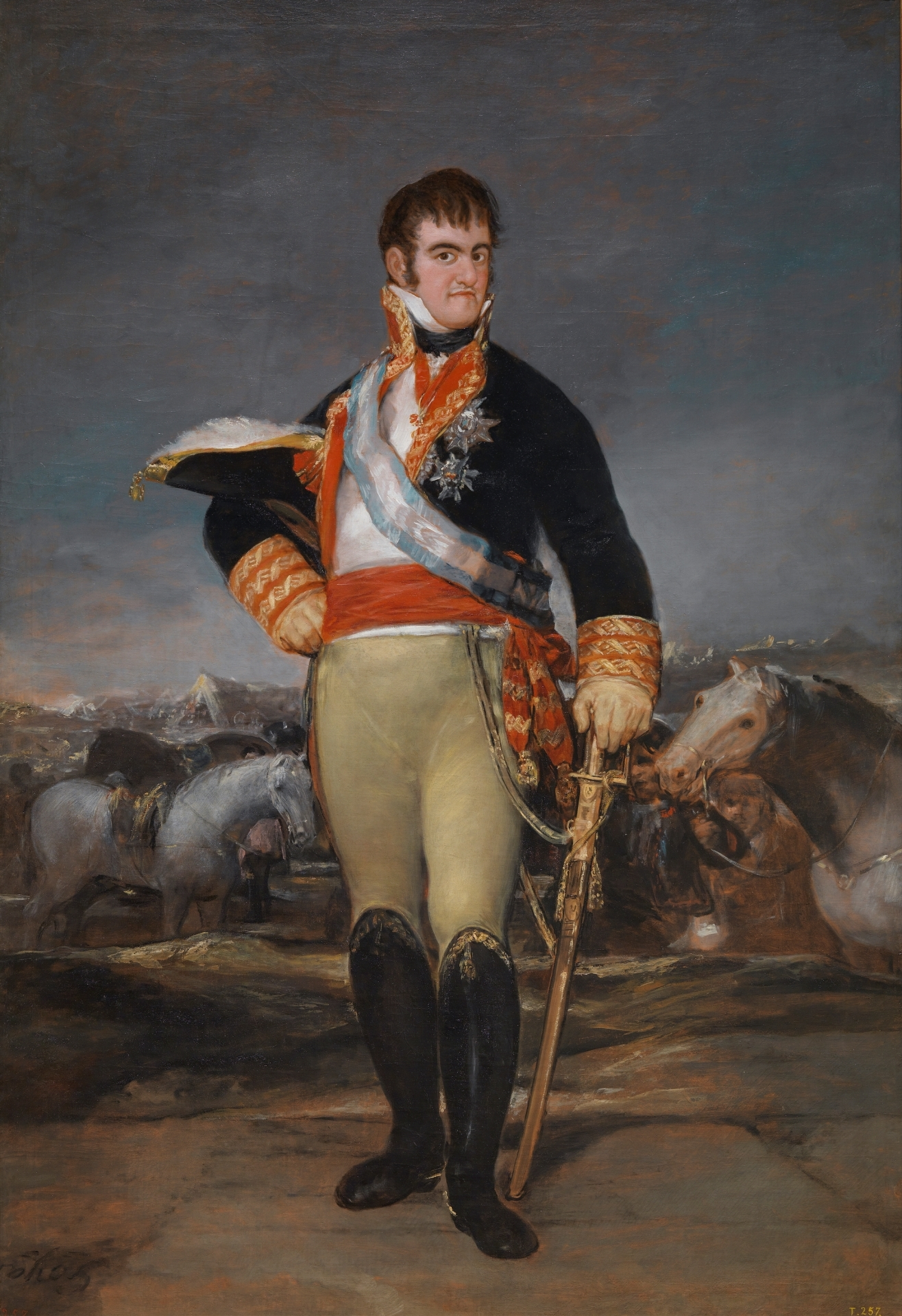
Ferdinand VII d’Espagne.

L’armée française, si elle était entrée en Espagne avec le consentement du roi Charles VI, commença bientôt à se comporter comme une armée d’occupation en territoire conquis. Entre-temps, le prince Ferdinand fomentait un revirement de politique, non en opposition à l’alliance avec la France, mais contre la néfaste influence qu’exerçait le favori de la cour, Manuel Godoy. Après que cette intrigue eut été découverte et le prince sanctionné, éclata, le 27 mars 1808, le soulèvement d'Aranjuez, qui força Godoy à s’enfuir. Deux jours plus tard, Charles IV abdiqua en faveur de son fils, lequel fut couronné sous le nom de Ferdinand VII d’Espagne.
La nouvelle du couronnement de Ferdinand fut ensuite communiquée aux possessions espagnoles d’Amérique et, comme il était d’usage, l’on jura fidélité au nouveau roi dans toutes les villes importantes de l’Empire espagnol. Dans le Río de la Plata, le vice-roi Jacques de Liniers chercha d’abord à temporiser, attendant, devant la prévisible réaction de Napoléon, que le litige fût d’abord tranché, sans prendre aucun parti. Fustigé par l’alcade de Buenos Aires Martín de Álzaga, qui l’accusait de connivence avec les Français, il se résolut finalement à ordonner la prestation de serment à Ferdinand VII avec plusieurs semaines de retard, le 21 août.
Cependant, Charles se ravisa bientôt et réclama que son trône perdu lui fût restitué. Devant le refus de Ferdinand, il écrivit à Napoléon, lui demandant son aide pour recouvrer son trône. L’Empereur manda Charles et Ferdinand à Bayonne pour s’entretenir avec eux. Avant de se réunir avec le nouveau roi, il conféra avec l’ancien, qu’il pressa de lui promettre qu’il céderait la couronne à son fils. Dans un deuxième temps, il exigea de Ferdinand qu’il renonçât en faveur de son père. Tous deux ayant ainsi abdiqué, Napoléon se crut alors en droit de nommer son propre frère Joseph Bonaparte roi d’Espagne.
De façon inattendue, la population espagnole se souleva massivement contre l’usurpateur : le 2 mai 1808 un soulèvement éclata à Madrid, prélude à la guerre d’indépendance espagnole. Les résistants espagnols, pour qui la figure de Ferdinand s’était muée en symbole de la résistance à l’invasion française, jurèrent de défendre son droit légitime au trône d’Espagne. Ils convoquèrent, dans la plupart des villes successivement libérées, des juntes de gouvernement et entreprirent de se gouverner eux-mêmes, au nom de Ferdinand VII.
À quelque temps de là fut constituée une Junte suprême centrale, qui réunissait les représentants des juntes locales. Cette Junte suprême conclut le 4 juillet 1808 une alliance avec la Grande-Bretagne, alliance qui jouera, à partir de la mi-1809, un rôle de première importance dans le succès de la résistance espagnole contre l’envahisseur. La Bataille de Bailén en juillet 1808 se soldera par une retentissante victoire des Espagnols sur les troupes françaises, et sera propre à galvaniser encore la résistance espagnole. 
Quant aux colonies espagnoles en Amérique, elles se rangèrent massivement derrière la résistance des Espagnols d’Europe contre les prétentions de Joseph Bonaparte.

## Charlotte-Joachime

### Politique portugaise concernant le Río de la Plata

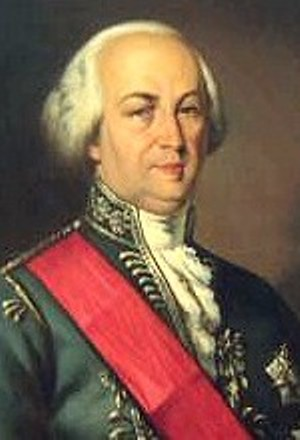
Le ministre Rodrigo de Sousa Coutinho, marquis de Linhares.

Avec l’installation au Brésil de la cour royale portugaise, les visées expansionnistes en direction des possessions espagnoles voisines, en particulier le Río de la Plata, s’exacerbèrent. Le partisan le plus enthousiaste de cette politique d’expansion fut le ministre des Affaires étrangères et de la Guerre, Rodrigo de Sousa Coutinho, qui se proposait purement et simplement d’annexer au Brésil toute la bande Orientale du Río de la Plata.
La cour portugaise eut bientôt fait de mettre au point ses plans militaires, tandis que Souza Coutinho entreprenait de réunir une puissante armée d’invasion du sud.
Domingo de Sousa Coutinho écrivit à son frère Rodrigo :

« Que donc les armées de Sa Majesté se mettent en marche jusqu’à atteindre la ligne naturelle des frontières de son royaume… que les troupes portugaises du Brésil, au départ du Río Grande et du Mato Grosso, pénètrent et se répandent, autant qu’ils le jugeront convenables, jusqu’au Río de la Plata et les mines de Potosí ; publiez les mêmes proclamations hostiles que celles que publièrent le général Junot et le marquis del Socorro après être entrés dans Lisbonne à la tête des Français et des Espagnols, et cet équivalent sans déclaration de guerre sera la façon la meilleure et la plus sûre de faire respecter votre royaume et ses vassaux en Europe. »
En accord avec cette politique, le général de brigade Joaquín Javier Curado fut envoyé dans le Río de la Plata, porteur d’un ultimatum adressé aux autorités rioplatenses, par lequel il offrait, au nom de son souverain, de prendre sous sa royale protection le Cabildo et la population de la ville de Buenos Aires ainsi que la vice-royauté dans son entier. En cas de refus, la guerre serait déclenchée, attendu que le rejet de cette proposition impliquerait pour le Portugal de « devoir faire cause commune avec son puissant allié », c’est-à-dire avec la Grande-Bretagne.
La nouvelle de la double abdication de Bayonne perturba ce dessein, et Sousa Coutinho crut que la situation nouvelle permettrait à son roi de s’emparer, non pas de la seule bande Orientale, mais de la Vice-royauté du Río de la Plata tout entière, avec laquelle le Brésil partageait alors une frontière de quelque 4 000 kilomètres.
L’instrument de sa politique allait être l’épouse du prince régent, Charlotte Joachime de Bourbon, sœur aînée de Ferdinand VII, et résidant elle aussi à Rio de Janeiro. Y résidait également son cousin Pierre-Charles de Bourbon, fils de Gabriel Antoine de Bourbon, frère du roi Charles IV d’Espagne.
Cependant, le général de brigade Curado était déjà en route pour le Río de la Plata. Il s’installa à Montevideo, où il eut quelques difficultés avec le gouverneur Francisco Javier de Elío, lequel mit promptement sur pied une Junte de gouvernement locale, opposée au vice-roi Jacques de Liniers.

### LaJuste Réclamation
Dans le même temps que Souza Coutinho élaborait ses plans, deux autres personnages tramaient les leurs : l’infante Charlotte Joachime, qui vivait manifestement séparée de son mari, et le commandant de l’escadre britannique au Brésil, lord William Sidney Smith. Ce dernier, admirateur de la princesse, poursuivait conjointement avec elle un dessein ambitieux.
Durant la majeure partie du XIXe, les femmes étaient, par l’effet de la loi salique, importée de France en Espagne avec l’arrivée des Bourbons, exclues de la succession royale. La loi salique cependant fut abrogée en secret par Charles IV par la voie de la Pragmatique Sanction de 1789, au moment où son fils Ferdinand n’était pas encore né et où donc sa fille Charlotte était encore son unique héritière. Désormais, en l’absence du roi, l’héritière légitime de la couronne d’Espagne était la fille aînée de Charles IV, Charlotte Joachime.
Cette dernière s’en autorisa pour se proclamer héritière et revendiquer le trône d’Espagne ; empêchée de faire valoir ses prétentions dans la partie européenne de son royaume, elle aurait d’abord à persuader les possessions espagnoles en Amérique, en commençant par la plus voisine, le Río de la Plata.
Après en avoir conféré avec Sidney Smith, Charlotte entreprit de rédiger deux documents d’égale teneur, soussignés ensuite par elle et le prince Pierre-Charles de Bourbon, puis soumis au prince régent du Portugal. Il s’agissait de la Juste Réclamation, par laquelle les signataires sollicitaient le prince Jean d’accorder sa protection devant l’usurpation napoléonienne, pour préserver les droits de la famille de Charlotte dans l’Amérique espagnole, attendu que Charlotte occupait le trône en qualité de régente du royaume d’Espagne dans les vice-royautés et capitaineries générales américaines.
Une particularité de la Juste Réclamation était qu’elle méconnaissait les droits de Ferdinand à la couronne, considérant que le processus qui avait amené au pouvoir Joseph Bonaparte était tout entier vicié, et ce dès le soulèvement d’Aranjuez. Aux yeux de Charlotte, le roi légitime et monarque d’Espagne restait Charles IV, et elle-même se présentait comme la personne destinée, en son absence, à hériter de ses droits.
Peu après, l’infante et le prince régent envoyèrent un manifeste a Buenos Aires, dicté, selon toute apparence, par Sidney Smith, modifié et corrigé par le marquis de Linhares et le ministre luso-brésilien des Affaires étrangères et de la Guerre Rodrigo de Souza Coutinho. C’est le négociant Carlos José Guezzi qui fut chargé de porter les plis à Buenos Aires.
Dans la nuit du 10 septembre, le vice-roi, l’évêque Benito Lué et le Cabildo de Buenos Aires reçurent la mise en demeure de Joaquín Javier Curado depuis Montevideo. Le même jour, le gouverneur Elío envoyait un message aux autorités de Buenos Aires, les exhortant à destituer de ses fonctions de vice-roi Jacques de Liniers, qu’il estimait peu fiable.
Le jour suivant, 11 septembre, au moment où Curado se trouvait déjà sur le chemin du retour à Rio de Janeiro, Carlos Guezzi remit les plis ainsi que le manifeste de Charlotte Joachime à diverses personnalités du Río de la Plata : le vice-roi Liniers ; le maire de 1er vote, Martín de Álzaga ; le commandant du Régiment de Patriciens Cornelio Saavedra ; l’assesseur Juan de Almagro ; le juge Anzoátegui ; le secrétaire du Consulat de commerce de Buenos Aires Manuel Belgrano ; les ecclésiastiques Guerra et Sebastiani ; le comptable Calderón ; le chef des douanes ; les militaires Gerardo Esteve y Llach, Martín Rodríguez, Pedro Cerviño, Núñez et Vivas ; ainsi que plusieurs membres du Cabildo. Les plis étaient également adressés à Elío, seul destinataire à ne pas résider à Buenos Aires.
Le vice-roi lui écrivit immédiatement en ces termes :

« Après avoir juré fidélité à monseigneur Ferdinand VII, et reconnaissant la Junte suprême de Séville, qui le représente, rien ne peut se modifier dans notre constitution présente sans son accord. »
Tous les autres destinataires de la Juste Réclamation répondirent dans le même sens. Le Cabildo fut à cet égard le plus explicite, allant jusqu’à protester contre ce qu’il considérait comme une ingérence de la cour du Portugal dans les affaires intérieures de l’Espagne.
Du reste, la rivalité historique entre l’Espagne et le Portugal avec pour enjeu le bassin du Río de la Plata, dans laquelle Buenos Aires avait eu à jouer un rôle de premier plan, rendait très peu probable que semblable prétention de l’épouse de l’héritier du trône du Portugal pût jamais être accueillie favorablement.

## Le parti charlottiste

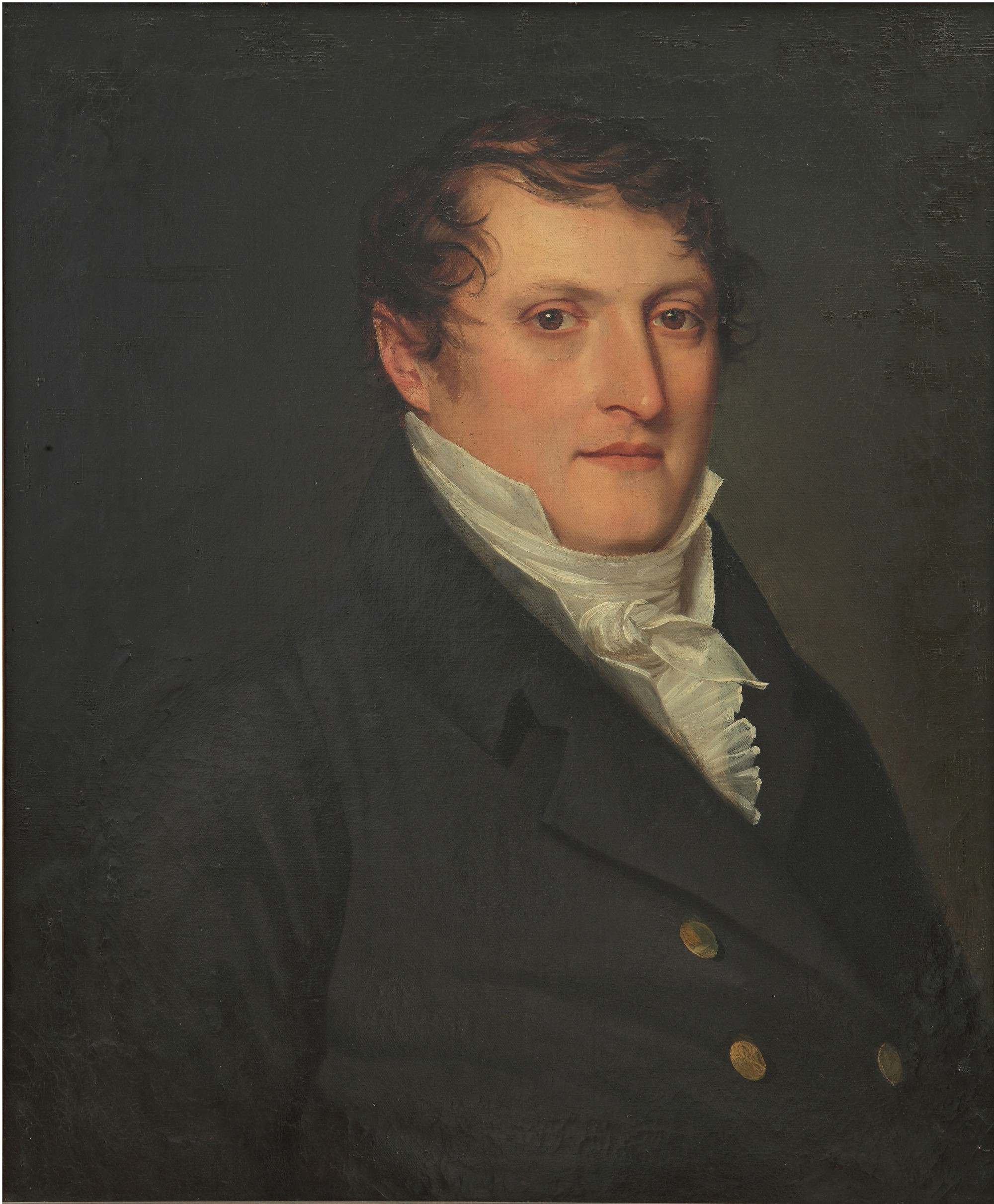
Manuel Belgrano.

Néanmoins, tous à Buenos Aires ne repoussèrent pas l’invitation : le 20 septembre 1808, par une lettre conjointe, Manuel Belgrano, Hipólito Vieytes, Juan José Castelli, Nicolás Rodríguez Peña, Antonio Luis Beruti et Miguel Mariano de Villegas, annoncèrent à la princesse leur adhésion, se réjouissant de ce que, au cas où celle-ci régnerait à Buenos Aires,

« …cesserait le statut de colonie, et lui succéderaient les Lumières, l’amélioration et le perfectionnement des mœurs ; de la vigueur serait donnée à l’industrie et au commerce, ces odieuses distinctions entre Européens et Américains s’effaceraient, les injustices, les oppressions, l’usurpation et les dilapidations de la rente prendraient fin. »
Mettant en question la  légitimité de la Junte suprême de Séville nouvellement assermentée – avec laquelle par ailleurs fut confondue la Junte suprême centrale, alors près de se constituer – le manifeste ajoutait :

« …l’on ne voit pas le moyen de susciter un acte de nécessaire dépendance de l’Amérique espagnole à la Junte de Séville ; en effet, la constitution ne prescrit pas à des Royaumes de se soumettre à d’autres, non plus qu’un individu qui n’a pas acquis de droits sur un autre individu libre ne saurait soumettre celui-ci. »
Curieusement, le même jour où fut envoyée la missive de Charlotte, fut établie à Montevideo la Junte de gouvernement locale, dirigée par Elío. Le facteur déclenchant de la mise en place de cette Junte fut la répudiation du gouverneur Juan Ángel Michelena qu’avait envoyé Liniers pour qu’il remplaçât Elío. 
Dans la pratique, le groupe des charlottistes n’avait aucune existence formelle, en tant que parti politique ou que loge. Néanmoins, dès son apparition, les autorités espagnoles – à commencer par Liniers lui-même – vinrent à le nommer le parti de l’indépendance. Pourtant, ce qu’ils préconisaient n’était pas exactement l’indépendance, mais une plus grande autonomie et la promulgation de quelque charte constitutionnelle propre à limiter le pouvoir du roi. Il est sûr toutefois qu’avec le temps, la position du groupe évolua progressivement vers une revendication de l’indépendance, à mesure que l’idée s’enracinait dans les esprits que le roi ne reviendrait plus jamais au pouvoir en Espagne.
Des années plus tard, Belgrano écrivit dans ses Mémoires :

« Sans même que nous eussions œuvré nous-mêmes pour être indépendants, Dieu nous en offrit l’occasion avec les événements de 1808 en Espagne et à Bayonne. En effet, les idées de liberté et d’indépendance s’avivèrent en Amérique, et les Américains pour la première fois se mirent à parler de leurs droits... ce fut alors que, n’envisageant pas un seul instant que l’on pût seulement songer à nous contraindre, nous Américains, de faire acte d’obédience injuste à quelques hommes qu’aucun droit n’autorisait à nous commander, je m’appliquai à rechercher les auspices de l’infante Charlotte et de former un parti en sa faveur, qui fît pièce aux laquais des despotes qui dissimulaient éperdument pour ne point perdre leurs postes dirigeants, et, ce qui est pire, pour maintenir l’Amérique dépendante de l’Espagne, lors même que Napoléon la dominerait. »
À mesure que le projet charlottiste prenait corps, il s’attirait l’hostilité du groupe de Martín de Álzaga et Francisco de Elío, qui cherchait à préserver les possessions espagnoles en installant des Juntes de gouvernement dans toutes les villes importantes. Les charlottistes considéraient ce mouvement comme démocratique, qualificatif qui dans l’esprit des gens de cette époque était associé au chaos politique et social, en particulier en raison de son utilisation pendant la Révolution française, mais suspectaient d’un autre côté que l’intention véritable des juntistes était de prolonger indéfiniment la prééminence des Européens sur les Américains dans la direction des affaires et dans le commerce.
En janvier 1809, Belgrano, dans un manifeste adressé aux habitants du Pérou, déclara :

« …Si par malheur notre métropole est subjuguée, il y aura lieu alors de convoquer sur-le-champ des Cortes, afin que, une fois établie la régence en faveur de madame l’infante Charlotte Joachime, il y ait un gouvernement qui serve d’exemple à la décadente Europe, et que nous vivions en tranquillité et sécurité... sans prêter l’oreille aux sifflements du serpent qui veut nous induire à la démocratie. »
L’idée centrale des charlottistes était d’instaurer dans le Río de la Plata une monarchie modérée – c’est-à-dire, constitutionnelle – dans laquelle les criollos jouiraient de la primauté par rapport aux Espagnols péninsulaires. Cette exigence n’est pas d’importance secondaire : la constante – et, depuis l’avènement de la dynastie des Bourbons en Espagne, croissante – priorité donnée par le gouvernement central aux Européens dans l’attribution de toute charge de quelque responsabilité dans l’administration, l’église et l’armée, constituait le principal grief des Américains contre l’administration coloniale espagnole, et serait le motif le plus déterminant de revendiquer l’indépendance.
Le raisonnement des charlottistes comportait deux failles : d’abord le fait que l’éventualité du couronnement de Charlotte Joachime eût impliqué que le territoire de la Vice-royauté du Río de la Plata fît partie, en pratique, du Brésil, subordonnant les possessions espagnoles à la cour royale portugaise fixée à Rio de Janeiro ; ensuite, l’incompatibilité, qui devait se manifester au grand jour quelque temps plus tard, entre le dessein des charlottistes de créer une monarchie constitutionnelle avec à sa tête l’infante Charlotte Joachime, et les convictions absolutistes de celle-ci, qui n’était pas disposée à accepter la moindre limite à son pouvoir royal, et ne se prêtait donc aucunement au projet politique des charlottistes.

### Les partisans de l’infante et leurs adversaires
Les principaux membres du parti charlottiste étaient : Manuel Belgrano, avocat, secrétaire du Consulat de commerce, le plus avancé en âge et l’initiateur du groupe ; Juan José Castelli, cousin du précédent et également avocat, appelé périodiquement à suppléer Belgrano au secrétariat du Consulat ; Hipólito Vieytes, négociant et fabricant de savons et bougies ; Nicolás Rodríguez Peña, également avocat et entrepreneur, associé du précédent, frère de Saturnino Rodríguez Peña, qui avait collaboré avec les envahisseurs lors des offensives anglaises contre le Río de la Plata (1806-1807) ; Antonio Luis Beruti, avocat puis militaire ; Miguel Mariano de Villegas, jurisconsulte de l’Audiencia de Buenos Aires.
D’autres dirigeants, sans pour autant faire partie du groupe, étaient en communication avec l’infante, en guise d'en-cas politique, dans le souci de ne se fermer à aucune possibilité. Au nombre de ces dirigeants figurait, en tout premier lieu, Cornelio Saavedra, colonel du Régiment de Patriciens, l'une des personnalités les plus importantes de la ville de Buenos Aires. Il nia toujours catégoriquement sa participation au projet, et la niera encore avec force dans ses mémoires ; il est pourtant avéré qu'il écrivit bien à l’infante pour se mettre à sa disposition.
Dès lors, et jusqu’à la révolution de Mai, se feront face deux mouvances politiques actives, regroupées autour d’idées claires, et en expansion : les charlottistes et les juntistes.
D’autres personnages importants de Buenos Aires, non liés aux juntistes ni aux charlottistes, s’identifiaient comme un groupe politique formé autour de la personne, militairement puissante, de Saavedra. Sa participation active dans la répression du coup de force tenté par Álzaga en janvier de l’année suivante dans le Cabildo de Buenos Aires, fut pour celui-ci l’occasion de dissoudre les corps militaires non favorables à son groupe – principalement ceux composés d’Espagnols européens – et de gravir des échelons sur l’échelle du pouvoir. Il en viendra à constituer une troisième mouvance politique, avec quelques idées vaguement indépendantistes, qui ne disposait ni de l’organisation d’un parti, ni d'une structure affirmée, ni de conceptions politiques bien arrêtées, mais qui détenait désormais le pouvoir qui importe le plus : le pouvoir militaire.
Il existait certes quelques partisans de l’infante en d’autres lieux, mais ils ne parvinrent jamais à s’ériger en un parti tendant à des objectifs précis et en état d’agir politiquement ailleurs que dans la seule ville de Buenos Aires.

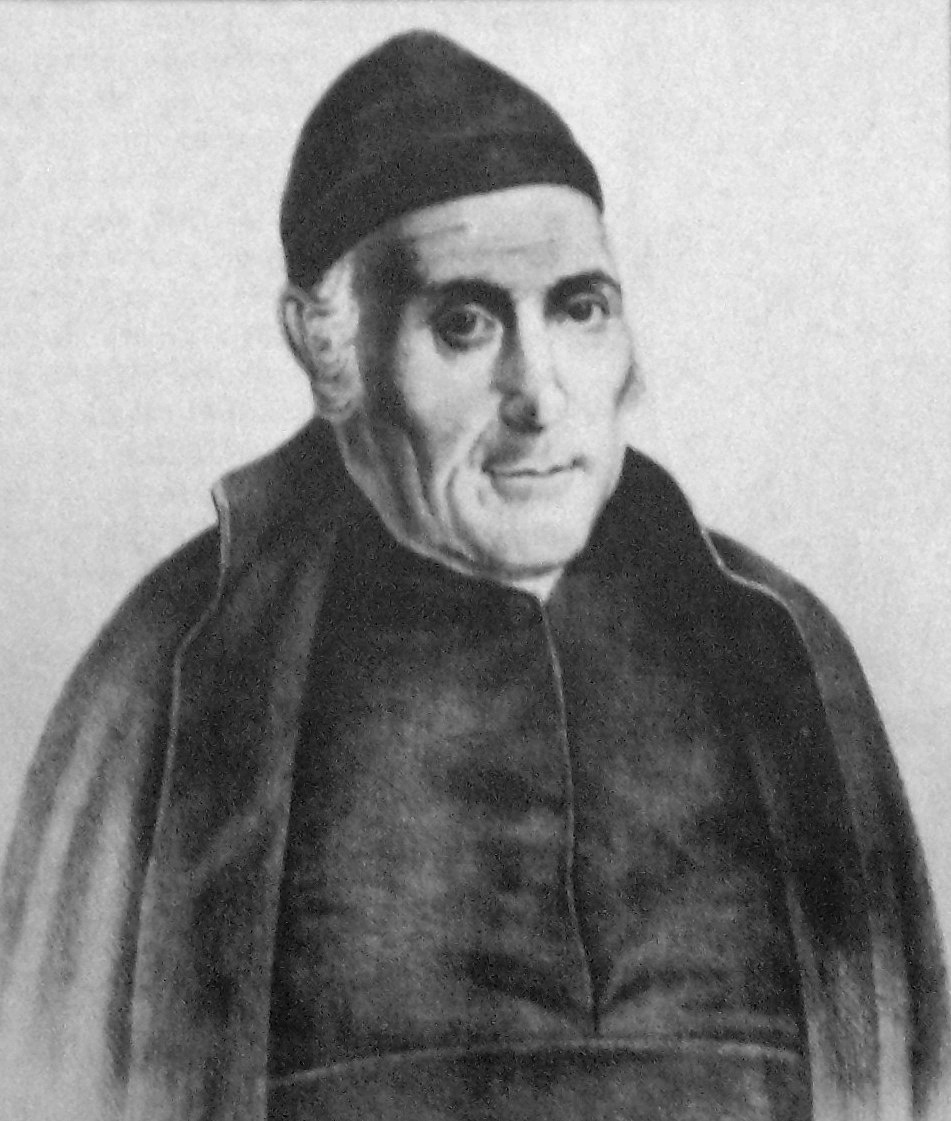
Le doyen Gregorio Funes.

Parmi les partisans, ouverts ou occultes, de la princesse se trouvaient par ailleurs certaines personnalités de l’intérieur de la Vice-royauté : le Doyen Gregorio Funes et son frère Ambrosio, Juan Andrés de Pueyrredón et quelques autres. Dans la Vice-royauté du Pérou voisine, les partisans de Charlotte Joachime étaient quasi inexistants, sauf à Arequipa, ville dont était originaire Goyeneche, et dans laquelle l'infante avait de nombreux correspondants.
Le 15 novembre 1808, Contucci fit parvenir à Souza Coutinho une note incluant une liste des personnalités que lui-même considérait comme adeptes du charlottisme ; y figuraient un total de 124 noms, parmi lesquels, outre les charlottistes ouvertement déclarés, le doyen Funes, les colonels Saavedra et Miguel de Azcuénaga, les abbés Julián Segundo de Agüero, Cayetano Rodríguez et Juan Nepomuceno Solá, les avocats Juan José Paso et Feliciano Chiclana. De tous ceux-ci, seuls Funes, qui devait quitter le parti ultérieurement, et Paso, qui le rejoignit tardivement, peuvent à coup sûr être associés au charlottisme. En réalité, il est établi que Contucci avait ajouté des noms pour allonger sa liste, ou sans doute s’agissait-il d’une liste des personnes auxquelles il avait envoyé la correspondance de Charlotte, qu’ils y eussent ou non répondu favorablement. Au demeurant, la liste incluait au moins deux personnes déjà décédées, toutes deux du Haut-Pérou. 
Charlotte expédia ses messages à des personnes haut placées dans tout l’empire espagnol, en particulier à Quito, la Havane, Caracas, Valparaíso — où elle avait moins de partisans que de détracteurs, et où se forma un parti anti-charlottiste, dirigé par José Antonio Ovalle et Bernardo Vera y Pintado — et Mexico. Dans la Vice-royauté de Nouvelle-Espagne — grosso modo les actuels Mexique et Amérique centrale — était sérieusement envisagée la candidature à la régence de Pierre-Charles de Bourbon, et les missives de Charlotte plaidaient en faveur de cette candidature, et non de la sienne propre ; en Nouvelle-Espagne en effet, il n’était tenu aucun compte de l’abolition de la loi salique.
En dernier lieu, Charlotte s’employa aussi à obtenir pour son projet de régence l'appui des personnalités centrales de la résistance au sein même de l’Espagne péninsulaire, telles que les généraux Castaños et Palafox, ou les ministres Jovellanos et Floridablanca. Ce dernier cependant fut le seul à considérer la candidature de Charlotte de façon sérieuse. Lorsqu'il occupait la présidence de la Junte de Murcie, il lança pour l’appuyer un manifeste :
« Que Sa Majesté ne pouvait altérer l’ordre établi en Espagne, dont il avait juré de veiller à la préservation ; et, par conséquent, c’est madame Charlotte, Princesse du Brésil qui, à défaut de ses frères, devait être admise à la Couronne. »

### Les émissaires de Charlotte
Outre Guezzi, le messager de l’infante, un autre personnage singulier servit d’entremetteur avec la princesse hispano-portugaise : Felipe da Silva Telles Contucci, originaire de Florence, en Italie, mais de père portugais, et établi depuis de longues années comme commerçant à Buenos Aires. Il était chargé de porter à l’infante les messages des charlottistes, et joua le rôle d’intermédiaire pour les messages croisés échangés ultérieurement entre Charlotte et ses partisans, en s’efforçant de limer quelques aspérités.
Le secrétaire de Charlotte, l’Espagnol José Presas, avait pour tâche de traduire l’ensemble des messages, soit du portugais en espagnol, soit de l’espagnol en portugais. Il joua également un rôle important, en ce qu’il éloigna des projets charlottistes Souza Coutinho, qui favorisait les desseins expansionnistes de la cour royale portugaise.

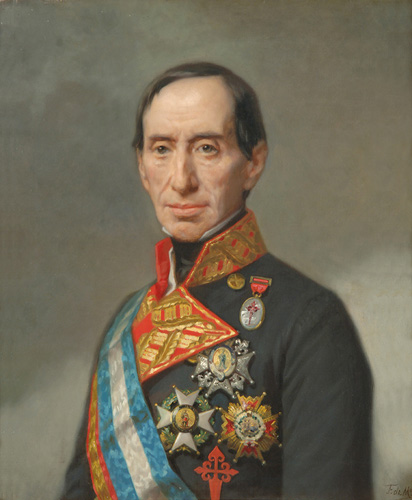
José Manuel de Goyeneche.

Cependant, le plus important, et de loin, de tous les messagers de l’infante, fut un officier nouvellement arrivé d’Espagne, José Manuel de Goyeneche. L’historien Ramón Muñoz, dans son ouvrage La guerra de los 15 años en el Alto Perú, accusa celui-ci d’avoir été naguère un soutien de Napoléon, d’avoir basculé ensuite dans le juntismo, puis de s’être fait absolutiste, mais de prendre, pour l’heure, le parti de s’associer aux plans de Charlotte. Tout en déclarant qu’il agissait simplement à titre de messager, Goyeneche porta un nouveau message aux partisans de l’infante à Buenos Aires. Toujours selon le même Ramón Muñoz dans l’ouvrage cité, Goyeneche, se trouvant à Montevideo, voulut jouer alternativement la carte charlottiste et la juntiste. Comme les autorités de Buenos Aires repoussèrent rondement les prétentions de la princesse du Portugal, il n’eut garde ensuite de tirer la carte charlottiste.
En même temps, ainsi qu’en attestent les documents conservés dans les Archives historiques nationales d’Espagne et les Archives générales des Indes, Goyeneche ne négligea jamais de tenir au courant la Junte suprême de Séville de tous les plis et lettres échangés avec l’infante. Du reste, ces mêmes documents démentent sa complicité supposée avec les envahisseurs français.
La réponse de Charlotte Joachime fut rédigée par Saturnino Rodríguez Peña et acheminée vers Buenos Aires par les soins du médecin anglais Diego Paroissien. Celui-ci cependant ne parvint pas à destination, car il fut arrêté par Elío et eut ses papiers confisqués. Passé en jugement, il fut défendu par Castelli, puis remis en liberté conditionnelle peu avant la révolution de Mai. Ensuite, passée la révolution, les poursuites judiciaires furent simplement abandonnées.
Enfin, un autre messager encore entre l’infante et le groupe charlottiste fut Juan Martín de Pueyrredón, qui avait, du reste, part à d’autres intrigues politiques. Il fut arrêté, réussit à s’enfuir et revint à Buenos Aires, mais ne parvint à prendre contact avec le groupe de Belgrano que très peu de temps avant la révolution.

### Intervention de Strangford

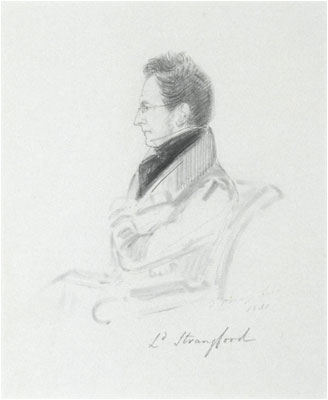
Lord Strangford fut plusieurs années durant ambassadeur de Grande-Bretagne auprès de la cour royale portugaise.

Lord Strangford, instigateur du transfert au Brésil de la cour royale portugaise, se rendit à son tour à Rio de Janeiro vers le milieu de 1808. Il appuya tout d’abord les projets de Souza Coutinho et de Sidney Smith, à la seule condition que l’on écartât Pierre-Charles, un des candidats attitrés au trône.
Cependant, après que la Grande-Bretagne eut conclu une alliance avec l’Espagne, il reçut l’instruction de refréner le mouvement juntiste, ceci en accord avec le dessein de l’Angleterre de pénétrer les marchés de l’Amérique espagnole sans pour autant ébranler les structures politiques en place. L’objectif du Foreign Office était de substituer aux juntes péninsulaires espagnoles un Conseil de régence, piloté par les Britanniques, jusqu’au retour de Ferdinand.
Vu sous cet angle, le charlottisme risquait lui aussi de contrecarrer les projets britanniques, attendu qu’il mettait en cause l’autorité de Ferdinand VII, roi reconnu par les juntes d’Espagne aussi bien que par la Grande-Bretagne, et tendait à méconnaître ses droits en faveur du père de celui-ci. Si la diplomatie britannique acceptait cela, elle allait à l’encontre de toutes les juntes espagnoles, y compris la Junte centrale.
D’autre part, une unification de l’Espagne et du Portugal ne convenait pas davantage à la Grande-Bretagne. En dépit de l’annonce rédigée par Charlotte, où elle déclare que « j’ai pensé convenable (quoique cela puisse paraître hors de saison à V. E.) de faire noter à V.E. mes intentions pour le cas où mon accession au trône d’Espagne devenait réalité, savoir : que je veux qu’elle soit maintenue absolument indépendante, dans la même forme et manière que fut maintenu le royaume de Naples par le traité d’Utrecht, afin d’éviter ainsi la réunion de deux couronnes en une même tête, de préserver un équilibre parfait, et de faire en sorte que les deux nations jouissent de leurs droits, coutumes, lois et langue, compte tenu que cela serait impraticable, voire illusoire sous tout autre régime », il apparaissait clair néanmoins que les deux royaumes auraient un même héritier. Par conséquent, Strangford fit part à Souza Coutinho et à la princesse que la Grande-Bretagne s’opposait au projet charlottiste. Cette prise de position le conduisit à s’affronter ouvertement à Sidney Smith, en plusieurs occasions avec une véhémence inusitée.
Charlotte, impatiente de se transporter vers le Río de la Plata, proposa à son mari un traité par lequel elle cédait la bande Orientale au Portugal, proposition que son mari, appuyé par Strangford, repoussa. En réaction, l’amiral Sydney Smith chargea Rodríguez Peña de porter un nouveau message aux charlottistes du Río de la Plata. Cependant, Rodríguez Peña s’enhardit, dans cette mission, à s’avancer très au-delà de ce qu’eût souhaité Charlotte Joachime : après avoir loué les capacités et la dignité de l’infante, il ajoutait que « en convoquant les Cortes, il sera très-opportun, en l’occurrence, d’accorder entre elles toutes les ambitions et circonstances qui ont, ou sont susceptibles d’avoir, quelque lien entre elles, en vue de l’heureuse indépendance de la Patrie, avec la dynastie qui serait établie en la personne de l’héritière de l’immortelle Marie Isabelle. (...) bien que nous devions nous affermir, et soutenir comme un irréfragable principe que toute autorité émane du peuple, et que celui-ci seul peut la déléguer. »
Pareil langage, de tendance nettement libérale, ne put que déplaire à l’absolutiste convaincue qu’était Charlotte Joachime, laquelle, à l’instigation de Presas, dénonça son propre émissaire, Diego Paroissien. Ce dernier fut alors détenu à Montevideo et mené devant une cour de justice. Lors du procès, son défenseur, Juan José Castelli, fit état de plusieurs sens distincts que le mot indépendance était susceptible d’adopter, suggérant qu’il s’agissait en l’espèce de défendre l’indépendance de l’Espagne face à la France, mais sans l’affirmer catégoriquement. Bien évidemment, la missive de la princesse, signée le 4 octobre, n’arriva jamais à destination.
Dans sa dénonciation au vice-roi Liniers, Charlotte déclarait que Paroissien « est porteur de lettres à l’attention de plusieurs individus de cette Capitale, remplies de principes révolutionnaires et subversifs du présent ordre monarchique, et tendant à l’instauration d’une république imaginaire et rêvée, celle que projettent en ce moment une portion d’hommes misérables et animés d’intentions perfides. »
Ainsi l’infante avait-elle constitué, paradoxalement, un groupe de partisans ayant des idées contraires aux siennes. Selon Strangford, cet épisode lui offrit quand même l’occasion d’apparaître, devant les autorités vice-royales, jouer un rôle avantageux.

### Déclin du charlottisme

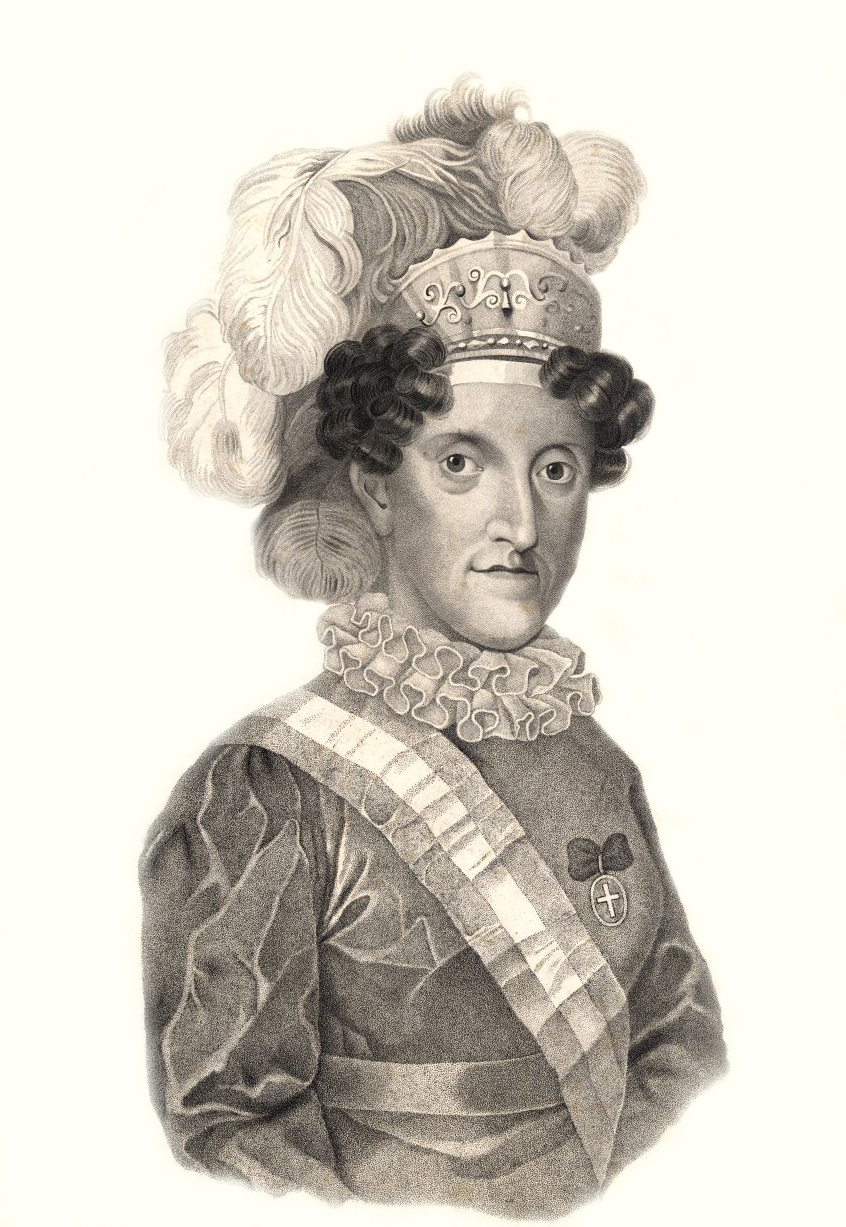
Charlotte Joachime de Bourbon en 1827, alors que le charlottisme était déjà un épisode lointain.

À la fin septembre, Goyeneche arriva à Chuquisaca, où il se présenta comme le représentant de Charlotte Joachime, et tenta d’y mettre sur pied un parti charlottiste. Il échoua toutefois complètement, à cause de la résistance de presque toutes les autorités. L’Audiencia et l’université de Charcas repoussèrent les prétentions de Charlotte aussi bien que l’intention des juntes espagnoles de gouverner les possessions américaines. Le 11 novembre, lors d’une réunion avec l’ensemble des autorités locales, le projet dont il était porteur fut complètement rejeté, au milieu d’un scandale qui se termina en rixe.
Quand la ville s’aperçut que le plan que Goyeneche s’employait à mettre en œuvre était susceptible d’aboutir à ce que la Vice-royauté fût transférée au Portugal, une série de rébellions éclata et déboucha en mai 1809 sur la révolution de Chuquisaca, qui fait figure, à plusieurs égards, de premier pas en direction de l’indépendance de l’Amérique espagnole.
Goyeneche s’enfuit à Lima, où il retrouva sa prudence un moment oubliée et se mit aux ordres du vice-roi absolutiste José Fernando de Abascal y Sousa, qui avait déjà auparavant repoussé catégoriquement les prétentions que Charlotte Joachime lui avait exposées par écrit en 1808, Abascal ayant en effet, vers cette date, reconnu Ferdinand VII pour roi d’Espagne. Goyeneche s’abstint désormais de faire état du manifeste de l’infante. Tout ce conflit fut fort préjudiciable aux possibilités, pourtant déjà restreintes, du charlottisme dans les provinces intérieures de la Vice-royauté du Río de la Plata.
Le 20 novembre accosta à Rio de Janeiro la frégate Prueba, avec à son bord le général Pascual Ruiz Huidobro, que la Junte de Galice avait nommé vice-roi du Río de la Plata. Quoique cette junte ne fût bien sûr aucunement habilitée à nommer un vice-roi en Amérique, cette décision était moins inepte qu’il n’y paraît, étant donné le chaos politique qui régnait alors en Espagne. Quoi qu’il en soit, Ruiz Huidobro n’entreprit aucune tentative de concrétiser sa nomination. Le secrétaire Presas conseilla à Charlotte qu’elle « mette tout en œuvre afin que ce marin ne poursuive point son voyage, et que, dans le cas contraire, il lui soit procuré une embarcation pour que, chargé d’une prétendue commission de Votre Altesse, il puisse retourner en Espagne, à l’effet d’éviter de la sorte les maux que don Pascual Ruiz Huidobro s’apprête à causer à la tranquillité publique, voire à la sécurité des provinces du Río de la Plata. » Alors que la frégate se trouvait encore dans le port, l’infante exigea qu’elle l’attendît, se proposant en effet de fuir à son bord pour Buenos Aires. Le capitaine toutefois préféra mettre les voiles aussitôt, mais, le navire s’étant curieusement échoué à la sortie de la baie de Guanabara, il ne réussit à continuer son voyage qu’avec l’appui de vaisseaux de guerre britanniques et portugais, ce qui rend manifestes les intrigues alors en présence.
Peu de jours après, le prince Jean VI interdit à Charlotte de partir pour Buenos Aires, alléguant que « la vie lui serait insupportable sans son épouse bien-aimée ». Il y a lieu de préciser ici que le couple vivait séparé depuis des années, et qu’ils n’assistaient même pas ensemble aux cérémonies officielles ; de fait, les conjoints ne se parlaient pas.

### Juillet 1809: la dernière chance
Durant de longs mois encore, Charlotte Joachime entreprit plusieurs tentatives de se transporter à Buenos Aires, qui échouèrent l’une après l’autre. Le parti charlottiste cependant continua d’exister, en dépit des faibles possibilités réelles de voir quelque jour la princesse couronnée.
Au milieu de l’année 1809, l’infante lança une deuxième série de proclamations, et eut, cette fois, quelque possibilité de succès. En effet, un vice-roi nommé par la Junte suprême centrale en remplacement de Liniers, Baltasar Hidalgo de Cisneros, venait d’arriver dans le Río de la Plata. Les charlottistes s’efforcèrent d’obtenir que celui-ci ne fût pas reconnu, et, à cette fin, se mirent en rapport avec les chefs militaires de Buenos Aires pour les engager à rejeter son autorité. Saavedra écrivit une lettre à l’infante,

« suppliant (Son Altesse) de daigner vouloir lui transmettre tels ordres qui fussent à sa royale convenance. »
Mais il était clair néanmoins que Saavedra ne croyait plus guère aux chances de Charlotte. Dans ses Mémoires, plusieurs années plus tard, il devait écrire que

« le temps passant, et voyant que madame l’infante ne remplissait pas ses engagements de venir à Buenos Aires comme elle l’avait promis, que Cisneros était déjà à Montevideo et qu’était prête sa réception à la direction supérieure de ces Provinces, et que nous étions exposés à être sacrifiés à cause de lui, comme nous étions effrontément menacés par … les Européens du 1er janvier, l’opinion commença à se refroidir et, petit à petit, elle tomba jusqu’à l’extrême d’être oubliée. »

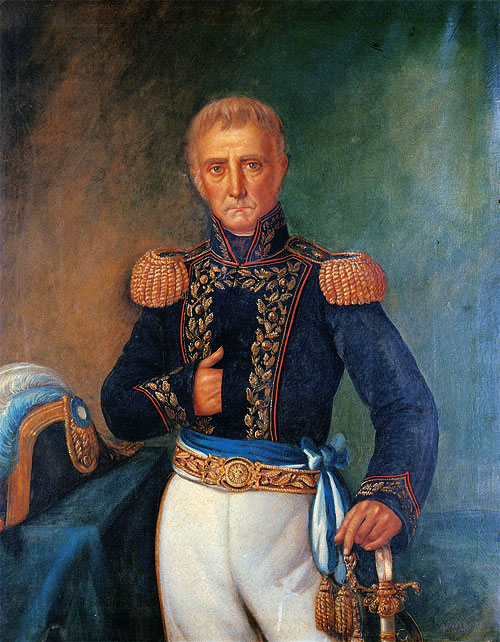
Cornelio Saavedra, partisan tardif de l’infante Charlotte.

C’est à ce moment que survint la fuite de Pueyrredón, lequel fut envoyé comme émissaire auprès de l’infante, porteur d’une épître de Belgrano, datée du 9 août, adressée à elle, dans laquelle il la priait de se mettre en route immédiatement pour le Río de la Plata, se permettant même de lui conseiller sur la manière de gagner le prince régent à sa cause.
En réalité, il était déjà fort tard. Alors que tous escomptaient que Liniers ferait à cette occasion encore honneur à ses origines populaires, il s’offrit au contraire à céder le pouvoir à Cisneros, allant même jusqu’à se porter au-devant de lui à Colonia pour lui remettre les insignes. Saavedra, faute d’appui de son supérieur, et sous l’influence du colonel Pedro Andrés García, son ami, préféra attendre une occasion plus claire de changer la situation politique en faveur de l’indépendance.
Peu après, avec le départ de l’amiral Sidney Smith pour la Grande-Bretagne, sur demande de Strangford, l'espoir que pouvait avoir encore l’infante-princesse de bénéficier du soutien britannique pour ses desseins s’était définitivement évanoui. Pueyrredón s’entretint avec Strangford, et ne réussit pas à remettre la correspondance à Charlotte Joachime, ni d’ailleurs, ne fit aucun effort pour y parvenir, considérant que, pour l’instant présent du moins, Cisneros s’était déjà investi du pouvoir.
Quelques personnalités firent tardivement part de leur appui à l’infante : ce fut le cas notamment de l’évêque de Salta, Nicolás Videla del Pino et du doyen Gregorio Funes, par un courrier en date du 3 août 1809. Aussi tard qu’en novembre, l’on trouva en possession d’un abbé de Montevideo un document contenant des propositions charlottistes. Contucci continua depuis Buenos Aires d’informer la princesse jusqu’à la fin de l’année, mais lui aussi finit par se décourager. Avant la fin de l’année, Contucci et Guezzi durent s’enfuir pour ne pas être faits prisonniers.
Le parti charlottiste prolongea son existence à Buenos Aires, mais avait déjà cessé de rêver de l’arrivée de l’infante. Funes continua, jusqu’à une date aussi avancée que le 15 février 1810, de lui écrire ; ce même mois, il écrivit à un de ses neveux que

« Il n’y a point de remède. L’Espagne est sur le point de se perdre irrémédiablement, et d’ici très peu de temps, il sera indispensable de délibérer sur notre sort. »

## Épilogue du charlottisme

### La révolution de Mai
L’occasion tant attendue de réaliser l’indépendance survint enfin en mai 1810, avec la nouvelle de la dissolution de la Junte centrale et du passage de la presque totalité de l’Espagne aux mains de Napoléon. L’annonce de ces événements déclencha la révolution de Mai, qui allait déboucher sur l’indépendance des Provinces-Unies du Río de la Plata, puis sur la formation, par une majorité de celles-ci, de la république d’Argentine.

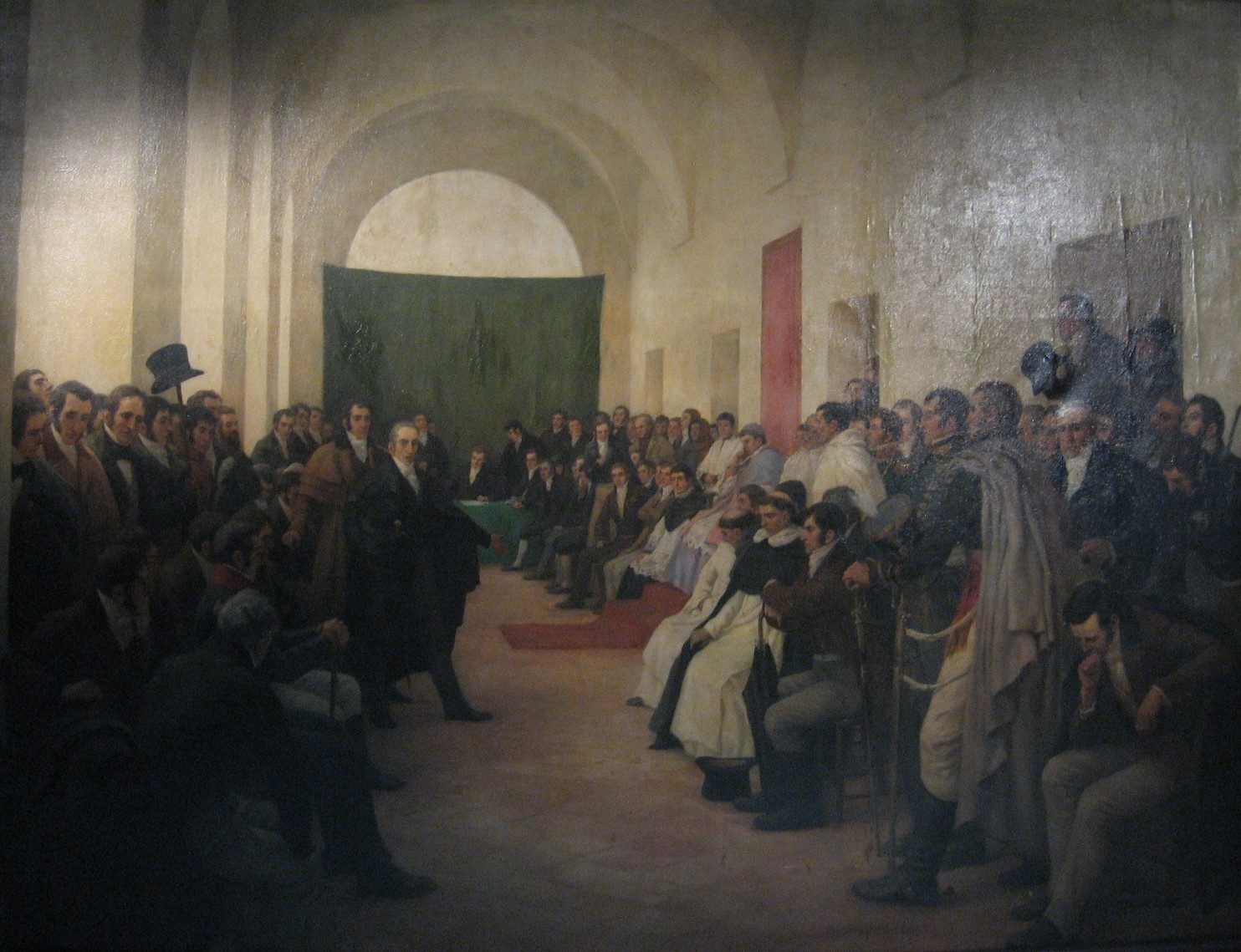
La révolution de Mai : le cabildo ouvert du 22 mai 1810, qui décida la fin de la domination espagnole sur la Vice-royauté du Río de la Plata.

Le parti charlottiste joua un rôle très actif dans la révolution et lui fournit non seulement trois des membres de la Première Junte de gouvernement, mais aussi une part importante des cadres révolutionnaires. Il apporta en outre beaucoup de son idéologie, qui était libérale et républicaine, sans pour autant être démocratique, et également aristocratique et unitaire.
Belgrano, Castelli, Paso, French, Beruti et Vieytes composèrent un redoutable front politique, qui se maintint pendant de nombreux mois encore après la révolution, mais avec la notable restriction qu’ils durent concéder le rôle de chef de file à un juntiste, Mariano Moreno. En revanche, il n’échoira plus jamais au parti charlottiste d’être acteur de l’Histoire en tant que tel.
Quant à Charlotte Joachime, elle joua des rôles tout à fait secondaires dans la politique de la décennie 1810, même lorsque le prince régent  – entre-temps monté sur le trône comme Jean VI du Portugal – lança deux expéditions militaires contre la bande Orientale, dont la seconde sera un plein succès.
Vers la fin de 1810, la princesse et ses diplomates envoyèrent une nouvelle série de messages et manifestes vers le Río de la Plata, qui cependant furent de façon générale dédaignés. Néanmoins, Martín de Álzaga, qui à ce moment avisait aux moyens de restituer aux Espagnols péninsulaires une partie du pouvoir politique perdu, envisagea pendant quelque temps l’éventualité de l’avènement de Charlotte Joachime.
Par suite de la mise en place de la Grande Junte, laquelle résulta d’un élargissement de la Première Junte, et de la mise en minorité de la faction moréniste au sein de ce nouvel exécutif, l’opposition fit circuler des pamphlets ainsi qu’un journal, épais de quelques pages seulement et écrit à la main, dans lesquels il était affirmé que Saavedra était charlottiste et songeait à livrer la révolution au Brésil. Cette allégation n’était pas dénuée de vraisemblance vu qu’à la même époque arrivaient périodiquement à Buenos Aires des émissaires d’Elío, nommé en remplacement de Cisneros vice-roi du Río de la Plata, qui résidait alors à Montevideo et entretenait des contacts avec Charlotte. De plus, dans le nord, Goyeneche commandait les troupes royalistes ; il avait, certes, changé de camp, mais, vu de la capitale, on continuait de le soupçonner de sympathiser avec la princesse. Ces pamphlets paraissent être la raison pour laquelle Saavedra niera ensuite si farouchement dans ses mémoires avoir jamais été en contact avec la princesse.

### Ultimes manifestations du charlottisme
Dans les années suivantes, il semblait que le charlottisme eût été définitivement abandonné. La tendance qui en effet prédominait dans le Río de la Plata était de s’orienter vers quelque régime politique républicain, tandis que la monarchie paraissait un système de gouvernement détesté de tous.
Ce nonobstant, des projets de monarchie resurgirent dans les Provinces-Unies à partir de 1816. Manuel Belgrano se fit de nouveau le zélateur d’un monarchisme rioplatense. Mais cette fois-ci, la candidature de Charlotte Joachime paraissait abandonnée pour de bon, ou, du moins, fut-elle évoquée seulement de manière indirecte, lorsqu’il fut proposé de marier l’un des nouveaux candidats au titre de roi du Río de la Plata avec quelque jeune personne issue de la maison de Bragance afin d’apparenter le projet monarchique à la famille royale portugaise. Charlotte Joachime passa ainsi, dans ces projets, de candidate au trône à candidate au titre de belle-mère royale.
En 1818, le colonel Manuel Pagola – qui ne s’était d’aucune façon impliqué dans la genèse et le développement du charlottisme – écrivit dans une revue de Baltimore, aux États-Unis, pays vers lequel il avait été banni sur ordre de Juan Martín de Pueyrredón, un article, dans lequel il menaçait d’appuyer les prétentions au trône de Charlotte Joachime, au titre de candidature alternative à celle des différents princes qui étaient alors proposés pour accéder au trône dans le Río de la Plata. Mais ce fut là l’ultime fois que la candidature de Charlotte Joachime fut évoquée.
En 1823, Pedro José Agrelo procéda dans la revue El Centinela à un curieux passage en revue des possibilités de Charlotte Joachime,

« à qui l’on vint à songer, avec sérieux, comme chacun sait… et que l’on fit entrer en correspondance jusqu’avec les derniers des ouvriers des provinces pour la rendre désirée, populaire et acceptable. Elle-même a régné à la façon de Louis XVIII depuis qu’elle vint au Brésil jusqu’au 25 mai 1810, lorsque certains démagogues ridiculisèrent et détruisirent le projet, sans que pour autant il fût entièrement abandonné… Suivit l’interrègne anarchique de la Première Junte, les têtes se vulcanisèrent… et la même dame Charlotte revint une seconde fois, avec plus de vigueur, communications et négociations étant expédiées à cet effet par l’intermédiaire de son confident Contucci… Avec ce motif, elle régna jusqu’à… l’an 1812, ou plutôt jusqu’à ce que furent ici pendus quelques Espagnols. »
Le projet échoua principalement en raison de la pression des Britanniques, à qui des facilités avaient été accordées par le traité Apodaca-Canning pour commercer avec l’Amérique espagnole, en échange du soutien britannique à la Junte centrale d’Espagne contre la France, et à qui les intérêts politiques et commerciaux faisaient donc préférer et rechercher le maintien du statu quo. Par conséquent, la Grande-Bretagne ne pouvait que redouter qu’une princesse espagnole régnant sur un hypothétique royaume rioplatense ne vînt mettre en cause les avantages commerciaux dont elle bénéficiait déjà ou ne s’avisât de solliciter l’aide de Ferdinand VII pour reconstituer l’ancien empire colonial espagnol en Amérique du Sud, et en outre, les Britanniques souhaitaient éviter un conflit entre le Portugal (et, partant, le Brésil) et l’Espagne autour de cette question, conflit susceptible de ruiner le commerce britannique dans l’Atlantique sud.
Le charlottisme, s’il eut jamais quelque chance de réussite, se révéla rapidement être une chimère.